# قائمة براكين سانت فينسنت والغرينادين
قائمة براكين سانت فينسنت والغرينادين هذه قائمة للبراكين النشيطة بسانت فينسنت والغرينادين.

## قائمة
| اسم البركان | ارتفاعه             | إحداثيات                          | آخر انفجار |
| ----------- | ------------------- | --------------------------------- | ---------- |
| لا سوفريير  | 1220 متر (4003 قدم) | 13°20′N 61°11′W / 13.33°N 61.18°W | أبريل 2021 |

## وصلات خارجية
- http://volcano.si.edu/showreport.cfm?doi=10.5479/si.GVP.BGVN200503-360150